# Сејкрит Харт (Минесота)
Сејкрит Харт (енгл. Sacred Heart) град је у америчкој савезној држави Минесота.

## Демографија
По попису из 2010. године број становника је 548, што је 1 (-0,2%) становника мање него 2000. године.
| Група             | 2000.       | 2010.       |
| Белци             | 508 (92,5%) | 496 (90,5%) |
| Афроамериканци    | 0 (0,0%)    | 1 (0,2%)    |
| Азијати           | 0 (0,0%)    | 0 (0,0%)    |
| Хиспаноамериканци | 39 (7,1%)   | 50 (9,1%)   |
| Укупно            | 549         | 548         |